# Dąbrowica (przystanek kolejowy)
Dąbrowica – przystanek kolejowy w Dąbrowicy, w województwie lubelskim, w Polsce.